# 1861 en musique classique
| \| • Retour à la chronologie générale de la musique classique • \| |
| Grèce • Rome • Haut Moyen Âge • VIIIe siècle • IXe siècle • Xe siècle • XIe siècle XIIe siècle • XIIIe siècle • XIVe siècle • XVe siècle • XVIe siècle • XVIIe siècle XVIIIe siècle • XIXe siècle • XXe siècle • XXIe siècle |
| • Retour à la chronologie générale de la musique classique • |

| Années en musique classique : 1858 - 1859 - 1860 - 1861 - 1862 - 1863 - 1864    |
| Décennies en musique classique : 1830 - 1840 - 1850 - 1860 - 1870 - 1880 - 1890 |

## Événements

### Créations
- 4 avril : Perpetuum mobile. Ein musikalischer Scherz, op.257, scherzo de Johann Strauss II, dans la banlieue viennoise de Rudolfsheim.
- 6 avril : La Statue, opéra d'Ernest Reyer, sur un livret de Michel Carré et Jules Barbier, est créé au Théâtre Lyrique à Paris.
- 15 mai : Le Buisson Vert, opéra-comique de Léon Gastinel, créé au Théâtre-Lyrique.
- 27 octobre : Jules Pasdeloup crée les premiers concerts populaires.

Date indéterminée
- Charles Garnier commence la construction de l’Opéra de Paris.
- Bartolomeo Pisani, Una lágrima sobre la tumba del sultán Abdul Medjid.

## Naissances

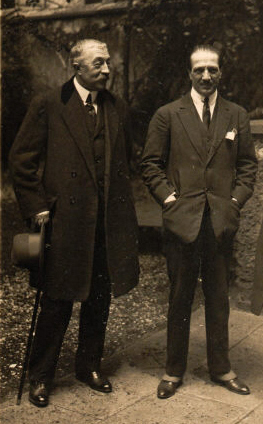
Pierre de Bréville, avec Jacques Thibaud

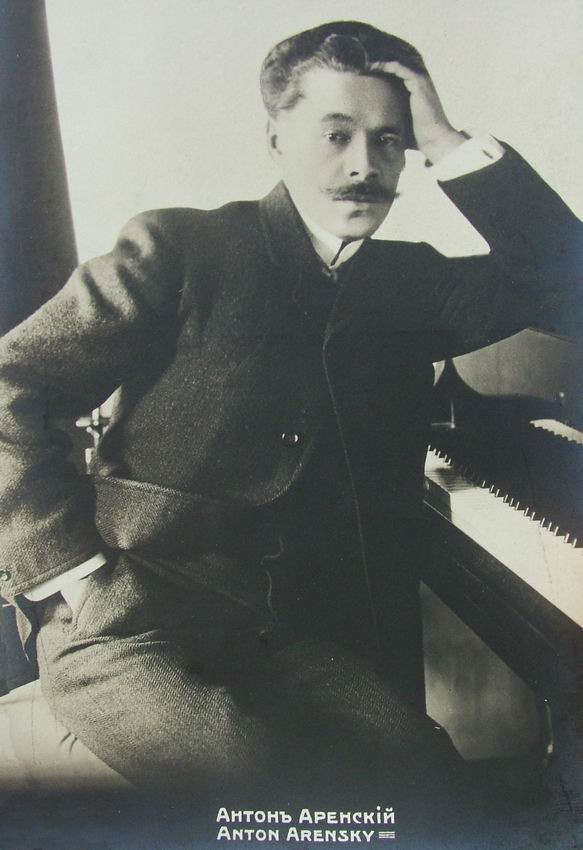
Anton Arenski

- 6 janvier : Emilio De Marchi, ténor lyrique italien († 20 mars 1917).
- 30 janvier : Charles Martin Loeffler, compositeur américain († 19 mai 1935).
- 31 janvier : Alfred Marchot, violoniste, pianiste et professeur de musique belge († 18 juin 1939).
- 1er février : Emilio Pizzi, compositeur italien († 27 novembre 1940).
- 21 février : Pierre de Bréville, compositeur français († 24 septembre 1949).
- 20 mars : Sigrid Arnoldson, soprano colorature suédoise († 7 février 1943).
- 30 mars : Raymond Bonheur, compositeur français († 4 août 1939).
- 2 avril : Ernest Van Dyck, ténor dramatique belge († 31 août 1923).
- 3 avril : Charles Weinberger, compositeur autrichien († 1er novembre 1939).
- 7 avril : Charles Mutin, facteur d'orgue français († 29 mai 1931).
- 8 avril : Stanislao Gastaldon, compositeur italien († 6 mars 1939).
- 14 avril : Francisque Delmas, baryton-basse français († 29 septembre 1933).
- 15 avril : Désiré Walter, organiste, compositeur, maître de chapelle et professeur français († 6 juin 1940).
- 25 avril :
  - Marco Enrico Bossi, organiste, compositeur, improvisateur et pédagogue italien († 20 février 1925).
  - Rudolf Dittrich, musicien autrichien († 16 janvier 1919).
- 27 avril : Gueorgui Catoire, compositeur russe d’origine française († 21 mai 1926).
- 7 mai : Rudolf Raimann, compositeur hongrois († 26 septembre 1913).
- 12 mai : Ivan Caryll, compositeur belge († 29 novembre 1921).
- 15 mai : Marie-Emmanuel-Augustin Savard, compositeur, chef d'orchestre et pédagogue français († 6 décembre 1942).
- 19 mai : Nellie Melba, soprano colorature australienne († 23 février 1931).
- 15 juin : Ernestine Schumann-Heink, cantatrice tchèque, naturalisée américaine († 17 novembre 1936).
- 17 juin : Sidney Jones, chef d'orchestre et compositeur anglais († 29 janvier 1946).
- 12 juillet : Anton Arenski, compositeur russe († 25 février 1906).
- 24 juillet : 
  - Lionel de La Laurencie, musicologue français († 21 novembre 1933).
  - Maurice Renaud, baryton français († 16 octobre 1933).
- 14 novembre : Hans von Zois, compositeur autrichien († 5 janvier 1924).
- 17 novembre : Spýros Samáras, compositeur grec († 25 mars 1917).
- 30 novembre : Ludwig Thuille, compositeur, pédagogue et théoricien autrichien († 5 février 1907).
- 13 décembre : Henri Paradis, compositeur et clarinettiste français († 7 mars 1940).
- 17 décembre : Fritz Volbach, compositeur, chef d'orchestre et musicologue allemand († 30 novembre 1940).
- 18 décembre : Lionel Monckton,  écrivain et compositeur de théâtre musical anglais († 15 février 1924).
- 29 décembre : Walter Galpin Alcock, organiste et compositeur anglais († 11 septembre 1947).

Date indéterminée
- Mikhail Touchmalov, chef d'orchestre et compositeur russe d'origine géorgienne († 1896).

## Décès

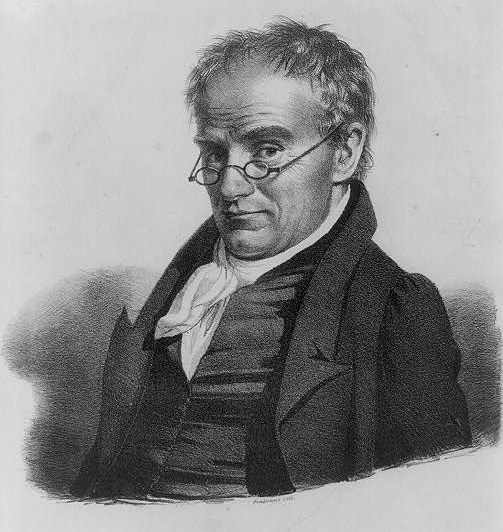
Anthony Philip Heinrich

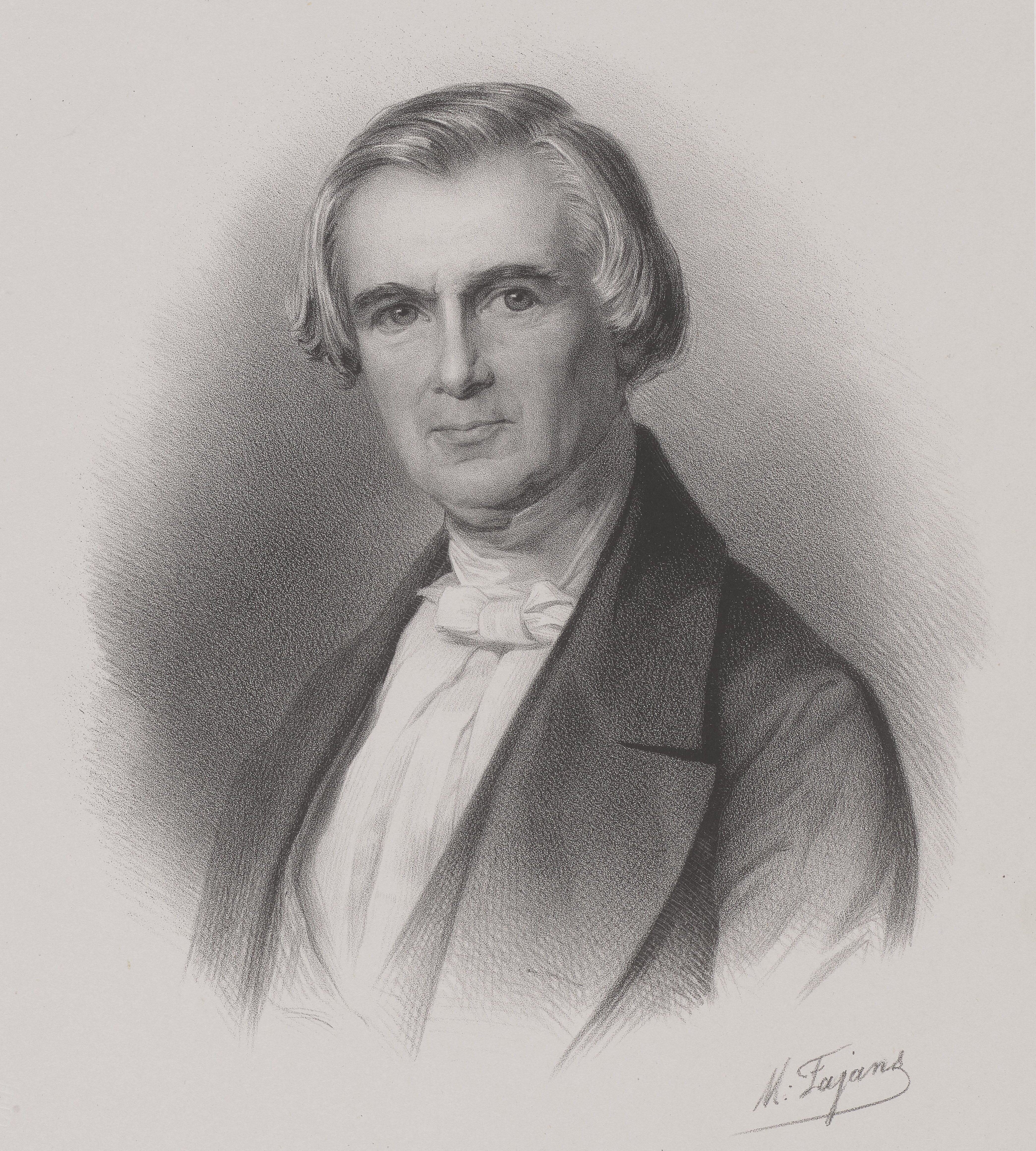
Karol Lipiński

- 10 février : Jean-Henri Simon, compositeur flamand, pédagogue et violoniste (° 11 avril 1783).
- 11 février : Antoine Orlowski, violoniste, chef d'orchestre, compositeur et professeur de musique polonais (° 1811).
- 12 février : Hippolyte André Jean Baptiste Chélard compositeur, altiste et chef d'orchestre français (° 1er février 1789).
- 14 mars : Louis Niedermeyer, compositeur français (° 27 avril 1802).
- 3 mai : Anthony Philip Heinrich, compositeur américain (° 11 mars 1781).
- 26 août : Johan Fredrik Berwald, compositeur suédois (° 4 décembre 1787).
- 29 août : Franz Gläser, chef d'orchestre et compositeur tchèque/danois (° 19 avril 1798).
- 20 septembre : Maximilien Simon, compositeur français (° 8 mars 1797).
- 21 septembre : François Périnet, facteur français d'instruments à vent de la famille des cuivres, surtout connu pour son développement d'un système de pistons portant son nom (° 30 mai 1805 / 10 prairial an XIII).
- 29 septembre : Tekla Bądarzewska, compositrice polonaise (° 1834).
- 21 octobre : Pieter Vanderghinste, compositeur actif au royaume des Pays-Bas et en Belgique (° 1789).
- 16 décembre :
  - Karol Lipiński, violoniste, compositeur, chef d'orchestre et pédagogue polonais (° 30 octobre 1790).
  - Heinrich Marschner, compositeur et chef d'orchestre allemand (° 16 août 1795).
- 18 décembre : Ernst Anschütz, organiste, professeur, poète et compositeur allemand (° 28 octobre 1780).
- 20 décembre : Vincenzo Pucitta, compositeur italien (° 17 février 1778).
- 25 décembre : Natale Abbadia, compositeur italien (° 11 mars 1792).
- 29 décembre : Alexandre Boucher, violoniste français (° 11 avril 1778).

Date indéterminée
- Jeanne-Anaïs Castellan, soprano français (° 26 octobre 1819).